# منوچهر شمسایی
منوچهر شمسایی (۳۱ اردیبهشت ۱۳۱۸ − ۱۷ اسفند ۱۳۹۸) از عوامل تلویزیون ایران بود. وی در سال ۱۳۳۸ در ایتالیا نورپردازی را فراگرفته بود. وی پدر مژده شمسایی بازیگر و پدر زن بهرام بیضایی کارگردان سرشناس سینما و تئاتر ایران بود.

## تلویزیون
- خانه سبز
- همسران
- خانه شلوغ
- رعنا
- پاورچین
- نقطه چین
- کوچه اقاقیا
- کارآگاه علوی ۲

## فعالیت ها
- تصوير بردار نمايشنامه ى ديكته به كارگردانى حميد مصداقى
- مدير نورپردازى جشن هنر شيراز
- مدير نورپردازى جشنواره توس
- كارگردان تلويزيونى و طرّاح نور  دنياى شيرين دريا
- طرّاح نور سريال اميركبير

## فیلم‌های سينمايى
- طراح نور فيلم شب بيست و نهم (حميد رخشانى)
- طراح نور فيلم پرواز را بخاطر بسپار (حميد رخشانى)
- طراح نور فيلم اعاده امنيت (حميد رخشانى)

## تئاتر
- کارنامه‌ی بندار بیدخش